# Sensation (音楽イベント)
Sensation（センセーション）は、オランダID&Tが企画・制作し、2000年に開始したEDM音楽イベントである。

## 概要
Sensationはダンスイベントだけでなく、ドレスコードがすべて白でなければ入場不可という白だらけの音楽イベント。2000年のアムステルダムで第1回のイベントがスタートし、以来オーストラリア、ベルギー、カナダ、チェコ、イギリス、イタリア、オランダ、ロシア、ウクライナ、トルコ、アメリカ合衆国、ブラジル、チリ、デンマーク、ドイツ、韓国、ルーマニア、南アフリカ共和国、台湾、タイ、アラブ首長国連邦など世界各地で展開されている。日本では2015年10月10日に千葉市の幕張メッセで初めて開催された。